# Камчицький тунель
Камчицький тунель (узб. Qamchiq tonneli;  Қамчиқ туннели) - залізничний тунель в Узбекистані завдовжки 19,2 км, що робить його найдовшим тунелем Центральної Азії.. З'єднує Ташкентську область і Папський район Наманганської області.
Прокладено через Курамінський хребет (Тянь-Шань) під перевалом Камчик.
Тунель є частиною залізниці Ангрен - Пап.
Одноколійний тунель та аварійний тунель пройдено, а також 47 км колії прокладено за 900 діб
Під час проходки відбулося понад 3 000 обвалів, прийшлося додатково вийняти 2000 m³ породи.
Тунель був побудований China Railway Tunnel Group у співпраці з Узбецькими залізницями і прямує через сім геологічних розломів. Будівництво почалося вересня 2013 і земляні роботи були завершені 27 лютого 2016 року. В січні 2014 року роботу було затримано через лавину, що завалила снігом вхід на 78 метрів
Проект фінансувався урядом Узбекистану і міжнародними кредиторами. У травні 2014 року експортно-імпортний банк Китаю оголосив, про надання кредиту Узбекистану на $ 350 млн для фінансування китайської частини контракту тунелю. Кошторисна вартість проекту $ 455 млн.

## Будівництво
Будівництво розпочалося в листопаді 2013 року
Будівництво тунелю вели узбекистанські будівельно-монтажні підприємства та організації - «СПМС-1», «Мостоотряд-67», «ПДМ Бухара», «Гидроспецстрой», СПМК, «Шахтострой», «Хусан кон мухандис», «СУВ-75», «ТошСУБВР» спільно з компанією з Китаю China Railway Tunnel Group. На будівництві в середньому працювало понад 500 працівників .
У лютому 2016 року було завершено прохідницькі роботи на залізничному тунелі.
27 травня 2016 року відбулася стиковка рейок і по ним, від станції Ангрен до станції Пап в тестовому режимі, пройшов перший потяг.
Тунель відкрито 22 червня 2016 року, проте початок експлуатації (вантажний рух) тунелем розпочато з 11 липня 2016  Пасажирський рух відкрито 1 вересня 2016 року